# 494 (số)
494 (bốn trăm chín mươi tư) là một số tự nhiên ngay sau 493 và ngay trước 495.